# Ванда Смоховска-Петрова
Ва̀нда Люцѝна Смохо̀вска-Петрова (на полски: Wanda Lucyna Smochowska-Petrowa) е българска литературоведка от полски произход и преводачка на полскоезична литература. Преподавателка по славянски литератури в Софийския университет, специалистка в областта на сравнителното литературознание, професор,   научен сътрудник в Българската академия на науките.

## Биография
Родена е на 30 юни 1919 г. във Варшава. Преди началото на Втората световна война учи психология във Варшавския университет. С помощта на българското посолство в полската столица през есента на 1939 година успява да напусне бомбардирания от немците град и след тримесечно придвижване достига до България.
През 1944 г. завършва педагогика в Софийския университет, а през 1950 г. и славянска филология там. От 1960 г. е научен сътрудник в Института за литература при БАН. През 1969 г. става доктор на науките от Варшавския университет. От 1975 г. е старши научен сътрудник II ст. Между 1991 и 1993 г. е член и председател на Полското културно-просветно дружество „Владислав Варненчик“ в България. През 2000 г. е наградена с Офицерски кръст на Ордена на Възраждане на Полша за нейните заслуги в популяризирането на полската култура в чужбина. Изследванията ѝ са в областта на полската и българската литература, както и взаимните влияния в нея по време на Българското възраждане. Преводачка е на книги на отец Тадеуш Дайчер и отец Юзеф Тишнер.
През 2010 година на български език са издадени нейните мемоари „Ванда в страната на българските чудеса“. Там емоционално споделя чувствата си към България:
| „ | Наистина, Майко, аз не съм твое родно, а доведено дете. Но може ли едно доведено дете, което шестдесет години се е хранило не само с българския хляб, но и с великите съкровища на пребогатата ти душа, да не обикне тази, която му ги дава, с не по-малка любов от обичта на родните деца? | “ |

Умира на 20 юни 2011 година в родния си град.